# Оствалдов закон
Оствалдов закон познат и као закон разблажења повезује степен дисоцијације електролита и константу дисоцијације.

## Дефиниција
Овај закон је извео Вилхелм Оствалд. По њему при разблаживању раствора смањује се концентрација раствора а расте степен дисоцијације (јер је њихов производ константан). Закон је уобличен у следећој формули:
{\displaystyle K={\frac {\alpha \,\!^{2}\times c}{1-\alpha \,\!}}}
где је:
{\displaystyle K} - константа дисоцијације
{\displaystyle \alpha \,\!} - степен дисоцијације електролита
{\displaystyle c} - концентрација раствора.
Важно је уочити да је производ, односно количник ове формуле константан. Како је ово случај, смањењем концентрације (разблаживањем) степен дисоцијације ({\displaystyle \alpha \,\!}) мора да расте. Оствалдов закон се примењује за слабе електролите.